# Bat-Sheva Dagan
Pour les articles homonymes, voir Dagan.
Bat-Sheva Dagan (en hébreu : בת-שבע דגן), née le 8 septembre 1925 à Łódź (Pologne) et morte le 25 janvier 2024 à Bat Yam (Israël), est une écrivaine, survivante des camps d’extermination, éducatrice d'enfants et conférencière polono-israélienne sur la Shoah.
Elle est emprisonnée dans le ghetto de Radom avec ses parents et ses deux sœurs en 1940. Après que ses parents et sa sœur sont expulsés et assassinés à Treblinka en août 1942, elle s'enfuit en Allemagne ; puis elle est arrêtée, emprisonnée et déportée à Auschwitz en mai 1943. Après avoir passé vingt mois à Auschwitz, elle survit à deux marches de la mort, et est libérée par les troupes britanniques en mai 1945.
Elle est la seule survivante de sa famille. Elle et son mari s'installent en Israël, où elle enseigne en classe maternelle. Elle obtient plus tard des diplômes en conseil d'orientation pédagogique et en psychologie. Elle écrit ensuite des livres, des poèmes et des chansons pour enfants et jeunes adultes sur des thèmes de la Shoah, et développe des méthodes psychologiques et pédagogiques pour enseigner l'Holocauste aux enfants. Elle est considérée comme une pionnière dans l'éducation des enfants à l'Holocauste.

## Biographie

### Jeunesse
Izabella (Batszewa) Rubinsztajn, est la fille de Szlomo-Fiszel Rubinsztajn, propriétaire d'un atelier de textile, et de son épouse Fajga, couturière. Elle est la huitième de neuf frères et sœurs — cinq garçons et quatre filles — et est élevée dans un foyer sioniste traditionnel. Elle fréquente une école polonaise et est étudiante au collège lorsque la Seconde Guerre mondiale éclate.
Un de ses frères émigre en Palestine avant la guerre. Le déclenchement des hostilités fait fuir ses autres frères et sa sœur en Union soviétique, tandis que le reste de la famille déménage dans la ville de Radom. En 1940, deux ghettos sont installés dans la ville (ghettos de Radom) où elle et sa famille sont détenus dans le « grand ghetto ».

### Seconde Guerre mondiale
Dans le ghetto, Batszewa est devenue membre du groupe clandestin de jeunes juifs Hashomer Hatzaïr. Leur conseiller principal, Shmuel Breslaw, l'envoya avec des papiers d’identité aryens au ghetto de Varsovie pour obtenir une copie du journal clandestin du mouvement Pod Prąd (contre le courant) de Mordechai Anielewicz et le rapporter à Radom.
Lors de la liquidation du « grand ghetto » en août 1942, les parents et la sœur aînée de Batszewa furent déportés, et assassinés dans le camp d'extermination de Treblinka. Elle et sa sœur cadette, Sabina, furent envoyées au « petit ghetto » de Radom. Les sœurs décidèrent de s'évader séparément, mais Sabina fut tuée par balle dans sa tentative. Batszewa réussit à s'échapper et se rendit à Schwerin, en Allemagne, où elle utilisa de faux papiers pour obtenir un emploi de femme de ménage dans un ménage nazi. Après quelques mois, elle fut découverte, arrêtée et emprisonnée. En mai 1943, elle fut déportée au camp de concentration d'Auschwitz et tatouée avec le numéro 45 554. Dans le camp, elle rencontra son cousin, qui travaillait comme infirmier à l'infirmerie de la prison ; il lui trouva un travail. Lorsque Batszewa contracta le typhus, son cousin se faufila en médecine. Batszewa travailla ensuite au commando Canada, triant les effets personnels des victimes du camp. Elle et les sept autres membres féminins de son commando ont rédigé collectivement un journal secret, sur des bandes de papier, et se le sont lu pendant leur jour de congé. 
Alors que l'Armée rouge s'approchait d'Auschwitz en janvier 1945, Batszewa fut évacuée lors d'une marche de la mort vers les camps de concentration de Ravensbrück et Malchow,,. Elle survécut à une autre marche de la mort à Lübz, où elle fut libérée par les troupes britanniques le 2 mai 1945. Elle est la seule de ses frères et sœurs à avoir survécu à la guerre.

### Après la guerre
Après la Libération, Batszewa se rend à Bruxelles. Elle y rencontre son futur mari, un soldat de l'armée britannique, qui lui donne un visa pour la Palestine. Elle immigre en septembre 1945. Elle et son mari ont changé leur nom de famille de Kornwicz à Dagan en Israël. Ils résident à Holon et ont deux fils.
Bat-Sheva Dagan étudie au Shein Teacher's Seminary à Petah Tikva, et travaille ensuite pendant trois ans en tant que professeur de maternelle à Tel Aviv et Holon,. Après la mort de son mari en 1958, elle obtient une bourse du ministère de l'Éducation et étudie à l'université hébraïque de Jérusalem de 1960 à 1963, obtenant sa qualification de conseiller d'orientation scolaire. En 1968, elle entreprend un programme d'études de deux ans aux États-Unis, obtenant un diplôme en psychologie à l'université Columbia.
À son retour en Israël, Bat-Sheva Dagan devient la directrice de la section de la maternelle de la division des services psychologiques de la municipalité de Tel Aviv-Yafo,. Elle y formule des méthodes psychologiques et pédagogiques pour enseigner la Shoah aux enfants et aux jeunes adultes. Elle a également enseigné à son alma mater, le Shein Teachers Seminary, et donne des conférences sur la Shoah aux États-Unis, au Canada et en Union soviétique. En Israël, elle est devenue active dans le souvenir de la Shoah, s'exprimant à Yad Vashem et dans des collèges et lycées. Dans les années 1990, elle écrit des livres pour enfants sur les thèmes en rapport avec la Shoah.

### Autres activités
Au début des années 1980, Bat-Sheva Dagan a été émissaire de l'Agence juive lors de missions aux États-Unis, au Canada, au Mexique, au Royaume-Uni et en Union soviétique,.
Bat-Sheva Dagan a revisité Auschwitz à cinq reprises,. En janvier 2016, elle fait don au mémorial et musée d'Auschwitz-Birkenau d'un porte-bonheur qu'elle a dit avoir caché dans sa litière de paille à Auschwitz pendant toute la durée de son emprisonnement. Le porte-bonheur, une paire de chaussures en cuir mesurant environ 1 cm de longueur, a été confectionné par une détenue juive allemande, qui l'a donné à Batszewa avec les mots: « Laissez-les vous porter à la liberté ». En janvier 2020, elle participe à la commémoration de la libération du camp à d'Auschwitz 75 ans plus tôt.

## Travaux
Les œuvres littéraires de Bat-Sheva Dagan comprennent cinq livres pour enfants et adultes sur les thèmes de la Shoah, dont certains ont été traduits dans d'autres langues, ainsi que des poèmes et chansons. Ses deux premiers livres, publiés en 1991 et 1992, étaient Co wydarzyło się w czasie Zagłady. Opowieść rymowana dla dzieci, które chcą wiedzieć (« Ce qui s'est passé pendant l'Holocauste », « Conte rimé pour les enfants qui veulent savoir »), et Czika, piesek w getcie (« Chika, le chien dans le ghetto »),. En 2010, le mémorial et le musée d'Auschwitz-Birkenau republie Czika, piesek w getcie et Gdyby gwiazdy mogły mówić (« Si les étoiles pouvaient parler ») ainsi que des plans de cours pour la discussion en classe. Dagan a déclaré dans une interview qu'en écrivant sur l'Holocauste pour les enfants, « j'écris de manière à préserver la santé mentale de l'enfant. Les histoires ont une fin heureuse afin de ne pas leur voler leur foi en l'humanité ».
En 2010, le Mémorial et musée d'Auschwitz-Birkenau a publié un recueil de poèmes de Bat-Sheva Dagan en polonais sous le titre Błogosławiona bądź wyobraźnio - przeklęta bądź. Wspomnienia 'Stamtąd ' (Imagination: être béni, être maudit: souvenirs de là). Elle a écrit ces poèmes après la guerre pour décrire ses expériences de prisonnière adolescente à Auschwitz. Ce recueil comprend également des œuvres écrites par d'autres prisonniers pendant leur séjour à Birkenau, qu'elle avait mémorisées. Il a été publié pour la première fois en hébreu en 1997 et a également été traduit en anglais. Bat-Sheva Dagan a également écrit des chansons pour enfants sur des thèmes de la Shoah,.

## Récompenses et honneurs
En 2008, Bat-Sheva Dagan a été nommée Femme de l'année en éducation par Yad Vashem pour sa contribution à l'enseignement de la Shoah pour les enfants. Elle a également été nommée membre exceptionnelle de la ville de Holon,. En 2012, elle a été honorée comme l'une des allumeuses des flambeaux lors des cérémonies marquant Yom HaShoah,.